# 太炳烈
太 炳烈（テ・ビョンリョル、朝鮮語: 태병렬、1916年 - 1997年2月4日）は、朝鮮民主主義人民共和国の軍人、政治家。朝鮮労働党中央委員会委員、朝鮮労働党中央軍事委員会委員、祖国解放戦争勝利記念館館長などを歴任した。朝鮮人民軍における軍事称号（階級）は大将。共和国二重英雄。抗日パルチザン世代の1人である。金日成総合大学総長の太炯哲は息子。

## 経歴
1916年に日本統治時代の咸鏡北道に生まれる。1936年に満州で活動している抗日パルチザンの東北抗日聯軍に入隊し第一路軍第三方面軍に所属した。抗日闘争では伝令兵として活動した。1940年にソ連に逃亡するが、1945年の解放後に帰国。1946年頃、中央保安幹部学校指揮成員。1947年8月、内務局独立旅団文化副旅団長。1950年、朝鮮戦争時には第23連隊長。
1956年に朝鮮労働党中央委員会副部長に就任し、1961年に党中央委員会委員候補に選出された。1962年に最高人民会議第3期代議員に選出された。1965年には党中央委員会部長に昇格し、1967年に中将に昇進し、社会安全相に就任した。1970年に朝鮮民主主義人民共和国英雄称号と第1級国旗勲章を授与された。同年11月に開催された朝鮮労働党第5次大会で党中央委員会委員に選出された。1972年に党中央委員会軍事部長に就任し、1980年に開催された朝鮮労働党第6次大会で朝鮮労働党中央軍事委員会委員に選出された。1982年には金日成主席の70歳を祝して金日成勲章が授与された。1985年には祖国解放戦争(朝鮮戦争)を記念して建てられた祖国解放戦争勝利記念館の館長に就任した。1992年に大将に昇進し、共和国二重英雄の称号を授与された。
1997年2月7日に持病により死去。
2016年に韓国に亡命した太永浩駐イギリス北朝鮮公使の父親であると報道されたが、誤報だったことが分かった。